# Saint-Pierre-d'Eyraud
Saint-Pierre-d'Eyraud é uma comuna francesa na região administrativa da Nova Aquitânia, no departamento Dordonha. Estende-se por uma área de 26,36 km². Em 2010 a comuna tinha 1 822 habitantes (densidade: 69,1 hab./km²).